# Irbenský průliv
Irbenský průliv (estonsky Kura kurk, lotyšsky Irbes šaurums, livonsky Sūr mer) spojuje Rižský záliv a Baltské moře. Je dlouhý 60 km a široký minimálně 27 km, průměrná hloubka se pohybuje mezi deseti a dvaceti metry (v jižní části průlivu byla plavební cesta uměle prohloubena, aby ji mohly využívat i velké lodě). V zimě zde moře často zamrzá. Ze severu průliv ohraničuje Sõrve, výběžek největšího estonského ostrova Saaremaa. Jižní pobřeží náleží Lotyšsku a táhne se od přístavu Ventspils po mys Kolkasrags. V některých zdejších vesnicích žijí zbytky národa Livonců. Nejvýznamnějším přítokem je řeka Irbe, po které dostal průliv svůj název. Za první světové války probíhaly ve vodách průlivu boje mezi německým širokomořským loďstvem a ruským carským námořnictvem (operace Albion).